# Hippidion saldiasi
Hippidion saldiasi es una especie extinta de équido, perteneciente al género Hippidion, que habitó el continente suramericano durante el Pleistoceno. Como todas las distintas especies del género Hippidion, este tenía el tamaño aproximado de un burro actual.
Numerosos restos de esta especie se han encontrado en diversas localizaciones como en el Salar de Surire (Chile), la Provincia de Santa Cruz (Argentina) y en la Cueva del Milodón (Chile).